# Wedding TV
Wedding TV era una televisione privata britannica.

## Storia
Il canale è nato nel 2006 in Gran Bretagna: per via del suo successo, sono state realizzate versioni di altre nazionalità come l'edizione italiana e quella asiatica.
Wedding TV è visibile sia con British Sky Broadcasting, sia con Freesat e CanalDigitaal.